# 赛汗街道
赛汗街道，是中华人民共和国内蒙古自治区包头市九原区下辖的一个乡镇级行政单位。

## 行政区划
赛汗街道下辖以下地区：
果园社区、青年社区、建华社区、永茂隆社区、井卜石村和尹六窑子村。